# M/S Stegeholm

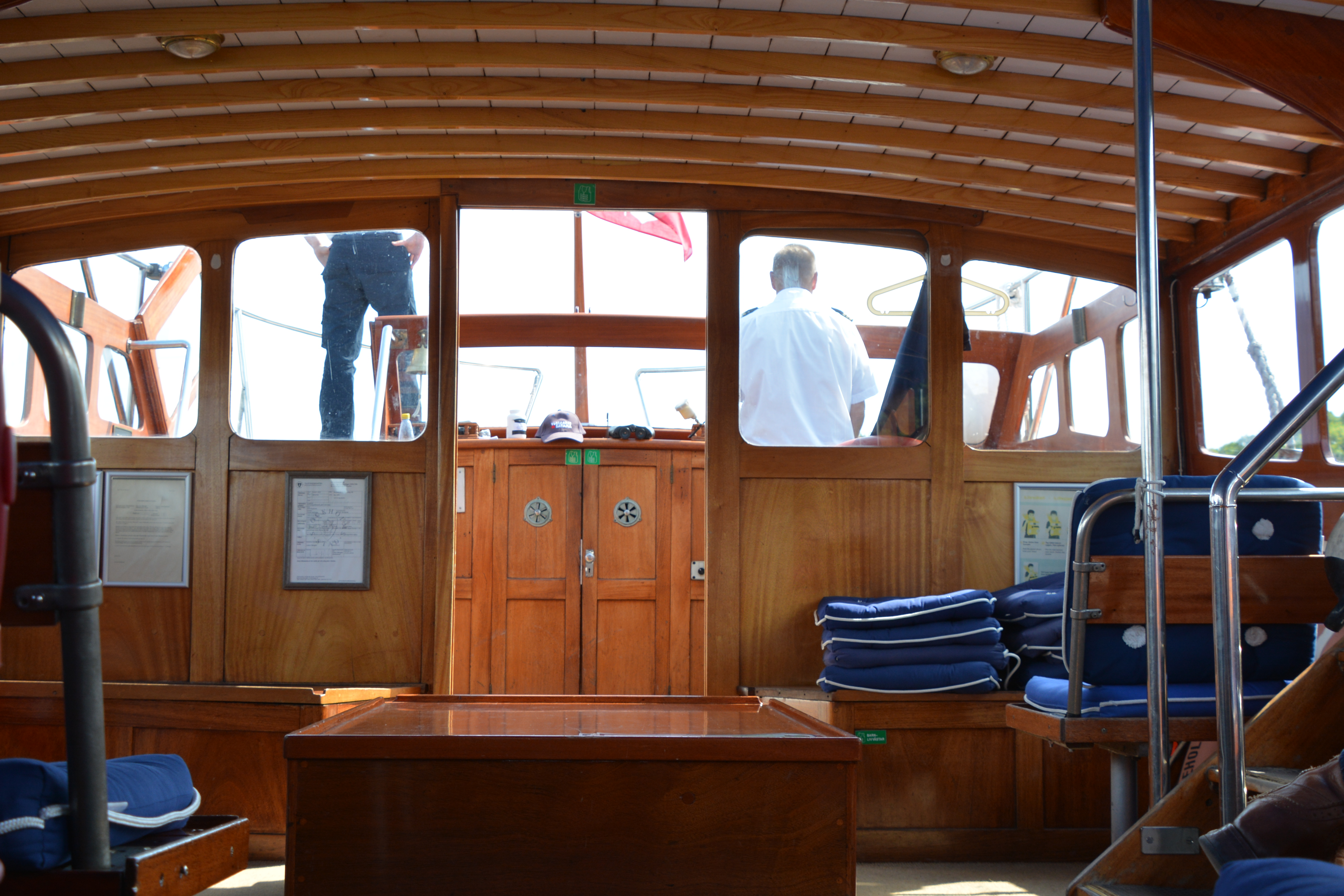
Interiör

M/S Stegeholm är en svensk rundtursbåt, som ritades av Jac Iversen och byggdes 1950 på Rosättra Båtvarv i Norrtälje för Bertil Sjöberg Båt-taxi i Stockholm.
Hon går i trafik för Ångfartygs AB Strömma Kanal i Stockholm. Hon k-märktes 2013.